# Satz von Barankin und Stein
Der Satz von Barankin und Stein ist ein mathematischer Satz der Schätztheorie, einem Teilgebiet der mathematischen Statistik. Er beschreibt die Struktur lokal minimaler Schätzer und kann somit als eine Spezialisierung des Satzes von Lehmann-Scheffé betrachtet werden, der die Struktur gleichmäßig bester erwartungstreuer Schätzer beschreibt.
Der Satz ist nach Charles Stein und Edward William Barankin benannt.

## Aussage

### Rahmenbedingungen
Gegeben sei ein statistisches Modell {\displaystyle (X,{\mathcal {A}},(P_{\vartheta })_{\vartheta \in \Theta })}. Sei ein festes {\displaystyle \vartheta _{0}\in \Theta } ausgewählt. Des Weiteren dominiere {\displaystyle P_{\vartheta _{0}}} die Verteilungsklasse {\displaystyle (P_{\vartheta })_{\vartheta \in \Theta }}, das heißt jedes {\displaystyle P_{\vartheta }} besitzt eine Dichtefunktion
{\displaystyle f_{\vartheta }:={\frac {\mathrm {d} P_{\vartheta }}{\mathrm {d} P_{\vartheta _{0}}}}}
bezüglich {\displaystyle P_{\vartheta _{0}}}. Jede dieser Dichtefunktionen sei aus {\displaystyle L^{2}(P_{\vartheta _{0}}):=L^{2}(X,{\mathcal {A}},P_{\vartheta _{0}})}, der Menge aller quadratintegrierbaren Funktionen bezüglich {\displaystyle P_{\vartheta _{0}}} (siehe Lp-Raum).
Sei {\displaystyle D_{g}} die Menge aller erwartungstreuen Schätzer für die Parameterfunktion {\displaystyle g} und sei 
{\displaystyle D_{g}(\vartheta _{0}):=D_{g}\cap L^{2}(P_{\vartheta _{0}})}
die Menge aller erwartungstreuen Schätzer mit endlicher Varianz bezüglich {\displaystyle P_{\vartheta _{0}}}. Des Weiteren sei
{\displaystyle \operatorname {span} (A)}
die lineare Hülle der Funktionen in {\displaystyle A} und
{\displaystyle {\overline {B}}^{L^{2}(P_{\vartheta _{0}})}}
den Abschluss der Menge {\displaystyle B} in {\displaystyle L^{2}(P_{\vartheta _{0}})}.

### Satz
Der Satz von Barankin und Stein lautet nun: Ein {\displaystyle T\in D_{g}(\vartheta _{0})} ist genau dann lokal optimal in {\displaystyle \vartheta _{0}}, wenn
{\displaystyle T\in {\overline {\operatorname {span} \left(\{f_{\vartheta }\colon \vartheta \in \Theta \}\right)}}^{L^{2}(P_{\vartheta _{0}})}}
ist.

## Beweisskizze
Der Beweis beruht im Kern auf Orthogonalitätsargumenten im Hilbertraum {\displaystyle L^{2}(P_{\vartheta _{0}})}. Mit der Notation {\displaystyle {\mathcal {L}}_{\vartheta }=\operatorname {span} f_{\vartheta }} und den Skalarprodukt {\displaystyle \langle \cdot ;\cdot \rangle _{L^{2}(P_{\vartheta _{0}})}} ist
{\displaystyle \operatorname {E} _{\vartheta }(T)=0\iff E_{\vartheta _{0}}(Tf_{\vartheta })\iff \langle f_{\vartheta };T\rangle _{L^{2}(P_{\vartheta _{0}})}=0\iff T\in {\mathcal {L}}_{\vartheta }^{\perp }}.
Demnach gilt für {\displaystyle D_{0}(\vartheta _{0})}, die Menge aller Nullschätzer mit endlicher Varianz bezüglich {\displaystyle P_{\vartheta _{0}}}
{\displaystyle D_{0}(\vartheta _{0})=\bigcap _{\vartheta \in \Theta }{\mathcal {L}}_{\vartheta }^{\perp }}.
Nach der Kovarianzmethode ist aber {\displaystyle T} genau dann lokal minimal, wenn {\displaystyle T\in D_{0}(\vartheta _{0})^{\perp }} ist. Da in Hilberträumen für das orthogonale Komplement von Unterräumen {\displaystyle U_{i}}
{\displaystyle \left(\bigcap _{i\in I}U_{i}^{\perp }\right)^{\perp }={\overline {\operatorname {span} (U_{i})}}}
gilt, folgt
{\displaystyle D_{0}(\vartheta _{0})^{\perp }=\left(\bigcap _{\vartheta \in \Theta }{\mathcal {L}}_{\vartheta }^{\perp }\right)^{\perp }={\overline {\operatorname {span} \left(\{f_{\vartheta }\colon \vartheta \in \Theta \}\right)}}^{L^{2}(P_{\vartheta _{0}})}}.
Mittels der obigen Aussage über die Kovarianzmethode folgt damit der Satz.